# Idiurus macrotis
Idiurus macrotis је врста глодара из породице афричке летеће веверице (Anomaluridae).

## Распрострањење
Ареал врсте покрива средњи број држава у Африци. 
Врста има станиште у Габону, Гани, Екваторијалној Гвинеји, Камеруну, ДР Конгу, Републици Конго, Либерији, Обали Слоноваче, Сијера Леонеу и Танзанији.

## Станиште
Станиште врсте су тропске шуме.

## Угроженост
Ова врста није угрожена, и наведена је као последња брига јер има широко распрострањење.